# Parque eólico Rada Tilly

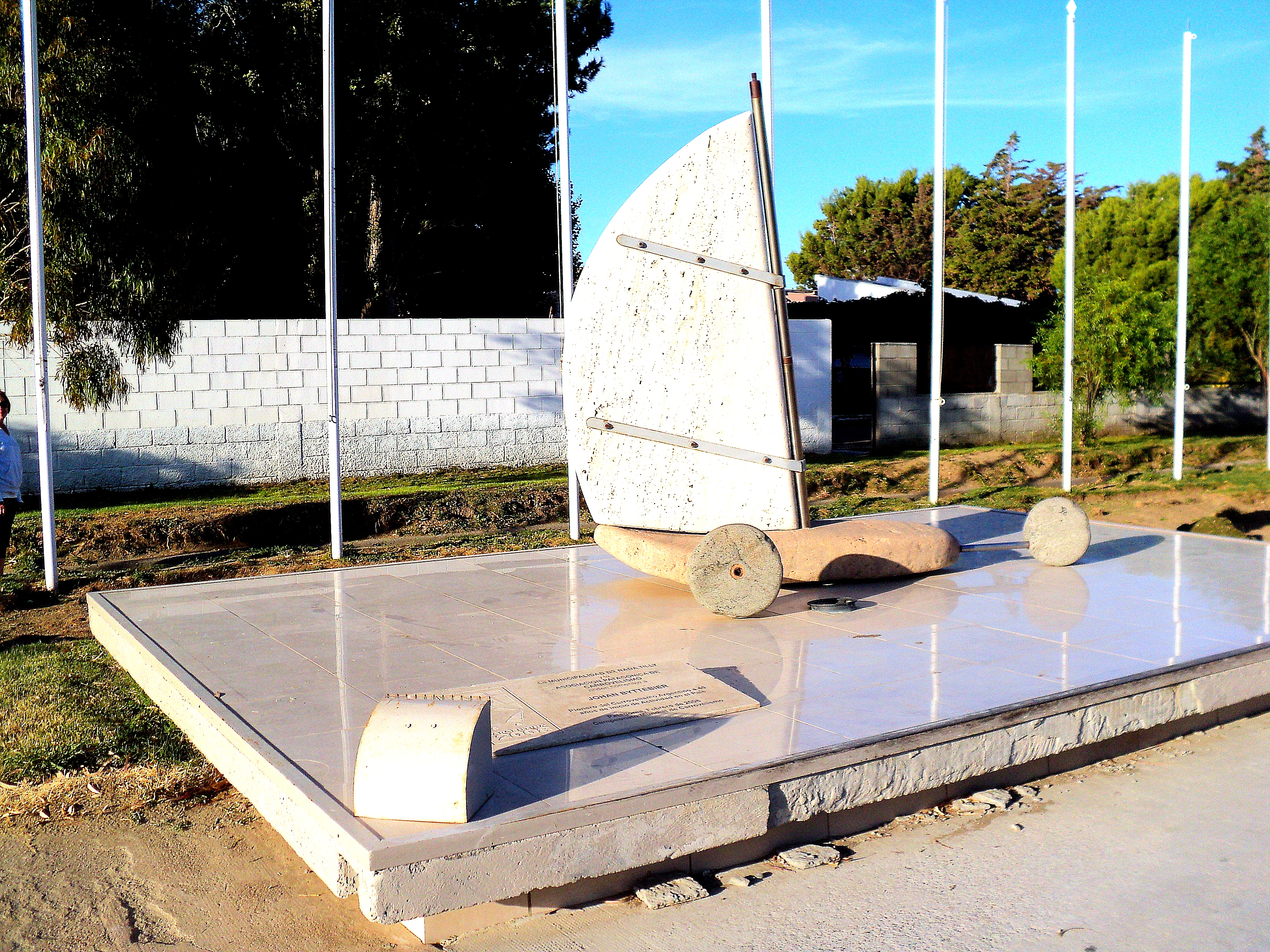
Monumento al carrovelismo en Rada Tilly símbolo de que estas tierras están con el viento comúnmente.

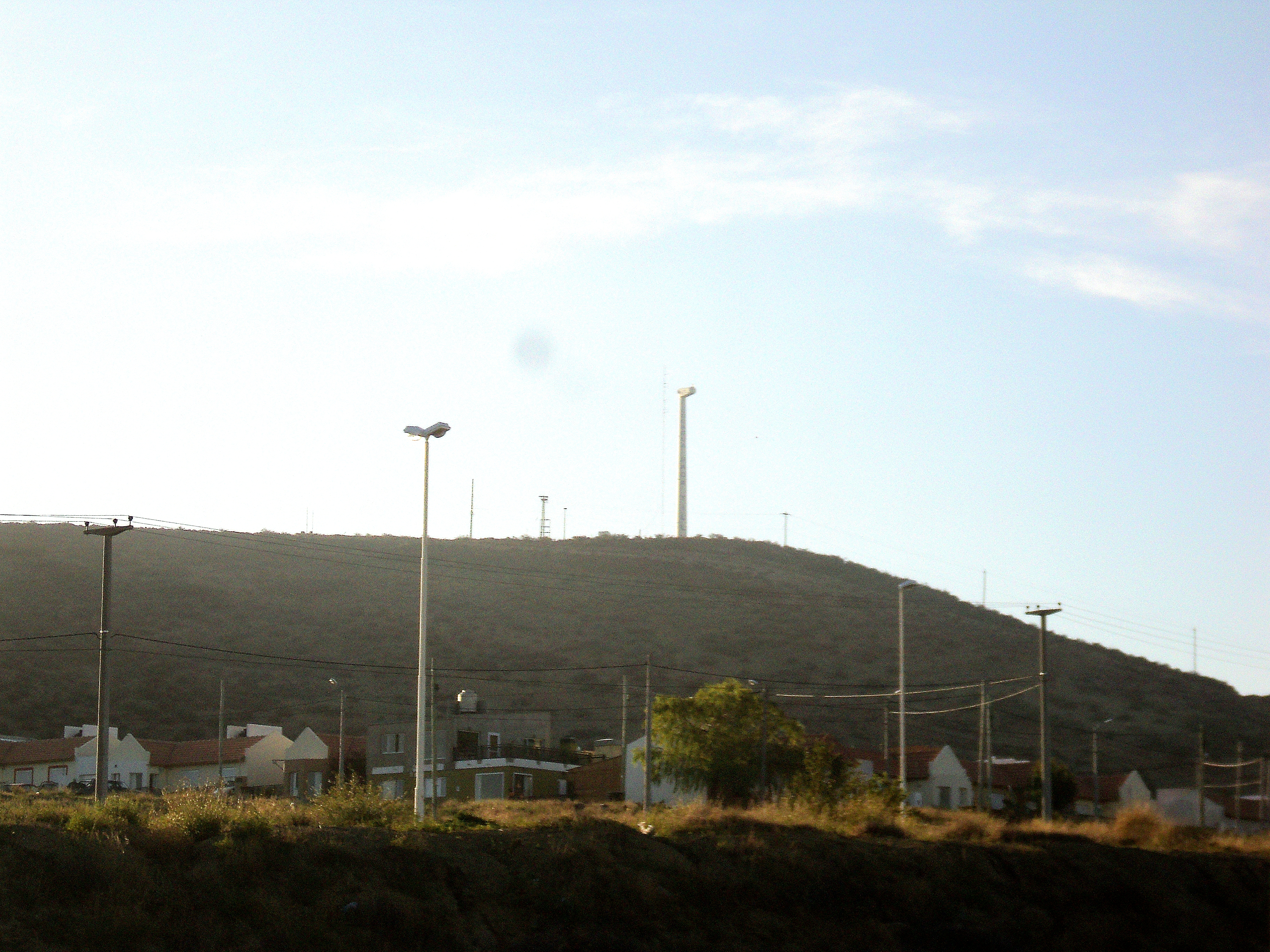
El molino desmantelado en años recientes sobre lo alto del barrio Mirador.

El Parque eólico Rada Tilly es un parque eólico argentino ubicado en el Barrio Mirador de la localidad de Rada Tilly, provincia del Chubut, Argentina, sobre su ingreso, a un costado de la Autovía Nacional 3. Está operado por la empresa COAGUA, y se puede divisar desde cualquier punto de la villa balnearia.

## Características
El parque eólico debe su nombre a la ciudad donde está ubicado y posee una producción anual en 1 GWxh, que constituye el equivalente a 2500 horas/año a plena carga. El viento promedio es de 10,8 m/s; siendo el segundo parque del país con más promedio registrado luego del Parque comodorense Antonio Morán. En tanto la velocidad media anual es de 10,2. La energía producida es vendida a la Cooperativa de Comodoro Rivadavia.
Desarrolla una potencia de 400 kW, que es su potencia nominal, y con una hélice que alcanza un diámetro de 36 m. Además, es considerado un parque eólico onshore.

## Historia
El parque comenzó a funcionar en el año 1996, con una turbina eólica marca Neg Micon M400.
Funcionó de forma constante hasta el año 2007, cuando fue detenido y luego desmantelado por unos inconvenientes en sus mecanismos. Recién en el año 2013 fue puesto en marcha nuevamente, volviendo a averiar al tiempo. Al sufrir la ruptura de algunos de sus componentes claves para su funcionamiento; lo que se sumó a la suba de los costos en dólares, su dificultad para conseguirlos y las dificultades económicas que padece COAGUA hizo que se viera imposibilitada su reparación, por lo que hoy está abandonado sin sus hélices, sin embargo, en tiempos más recientes se estaría gestionando su reparación. Sobre este solitario molino se puede leer escrito el nombre de la villa.
Para 2016 sus hélices fueron repuestas pero el abandono persistió y se vandalizó su ingreso sufriendo pérdidas electrónicas en su interior, lo que fue denunciado por los vecinos.

## Localización del parque
Se localiza en las siguientes coordenadas:
- Latitud :  -45° 55' 47.9"
- Longitud : -67° 34' 47.9"